# Pilea baltenweckii
Pilea baltenweckii är en nässelväxtart som beskrevs av Ignatz Urban. Pilea baltenweckii ingår i släktet pileor, och familjen nässelväxter. Inga underarter finns listade i Catalogue of Life.